# San Floriano del Collio
San Floriano del Collio är en ort och kommun i regionen Friuli-Venezia Giulia i Italien och tillhörde tidigare även provinsen Gorizia som upphörde 2017. Kommunen hade 768 invånare (2018).